# Igor Grabec
Igor Grabec, slovenski fizik, * 17. november 1939, Slovenj Gradec. 
Po opravljeni višji gimnaziji na Ravnah na Koroškem je na Univerzi v Ljubljani zaključil redni (1962) in podiplomski študij (1968) tehniške fizike in doktoriral leta 1971. Po diplomi se je zaposlil kot asistent na Fakulteti za elektrotehniko v Ljubljani, 1971 pa je bil izvoljen na mesto docenta za fiziko na Fakulteti za strojništvo, kjer je bil zaposlen do konca leta 2007, od 1981 kot redni profesor za fiziko, sinergetiko in naključne pojave. Ob upokojitvi je postal zaslužni profesor Univerze v Ljubljani. 
Od 1963 do 1971 je bil honorarni sodelavec Laboratorija za fiziko plazme na Inštitutu Jožef Stefan v Ljubljani. Raziskoval je nestabilna valovanja v plazmi in uspel opisati osnovne lastnosti novo odkrite ionizacijske turbulence. Ta pojav je nato kot prvi v svetu tudi teoretično pojasnil z modelom nelinearnih ionizacijskih valov. Po prihodu na Fakulteto za strojništvo je začel raziskovati pojav akustične emisije (AE) v obremenjenih snoveh. Razvijal je instrumente za analizo AE, začel sodelovati z industrijskimi laboratoriji na področju neporušnega preizkušanja izdelkov in uvedel analizo AE pri preskušanju velikih tehničnih naprav. Ob tem je eksperimentalno raziskoval tudi osnovne lastnosti AE obremenjenih snovi in razvijal nove metode analize. Za ta namen je začel uporabljati optimalno filtriranje signalov AE, kar mu je omogočilo, da je kot prvi v svetu izmeril velikost sil sproščenih pri martenzitnem faznem prehodu v kovinah in pri razvoju razpok v vzorcih polimerov. Ob eksperimentalnih raziskavah je delal tudi na teoretičnem opisu AE. Z nelinearnim modelom mu je uspelo opisati osnovne lastnosti kaotične AE pri rezalnem procesu. Pri analizi AE je začel uporabljati tudi simulirane nevronske mreže (NM). Na osnovi NM je razvil enoti za obdelavo signalov in inteligentno vodenje, ki ju je Univerza Cornell v ZDA zaščitila kot patent in inovacijo. Pri raziskavah NM je vpeljal koncept optimalnega ohranjanja informacije in izpeljal nov algoritem samo-organiziranega učenja NM. Ta algoritem je nato uporabil pri napovedovanju kaotičnih časovnih vrst in modeliranju izvorov AE. NM je v zadnjem obdobju vpeljal še na področje napovedovanja in vodenja prometne aktivnosti na cestnem omrežju. 
Kot uspešen znanstvenik na področju analize AE je bil izvoljen v uredniški odbor ASNT Journal: Research in Nondestructive Evaluation ter v Mednarodni znanstveni odbor Japonskega društva za neporušne preiskave (JSNDI), kjer je sodeloval pri pripravi mednarodnih konferenc Acoustic Emission Symposia. Na strokovnem področju je sodeloval z inštituti v Aachnu, Berlinu, Dortmundu, Göteborgu, Köbenhavnu, Londonu in Pragi. Zelo uspešno je bilo sodelovanje z Univerzo Cornell v ZDA, ki ga je zato izvolila v naziv Adjunct Professor (v letih 1994-99). 
Na osnovi uspešnega znanstvenega dela je Igor Grabec postal redni član Slovenske akademije znanosti in umetnosti (SAZU; bil je tudi načelnik oddelka za tehniške vede III. razreda SAZU 2002-08), Inženirske akademije Slovenije, Mednarodne akademije o proizvodnem inženirstvu (CIRP), Mednarodne inženirske akademije v Moskvi, kakor tudi častni član World Innovation Foundation. V zvezi s svojim delom je prejel nagrado Sklada Borisa Kidriča za: 
1. »Delo na področju fizike plazme«; (kot sodelavec); 1972,
2. iznajdbo: »Umetno oko za kontrolo žarometov«; 1974,
3. iznajdbi: »Detektor AE in Senzor AE z vgrajenim predojačevalnikom«; (skupaj s P. Mužičem); 1977,
4. »Pomembne raziskovalne dosežke na področju AE v mehansko obremenjenih snoveh«; 1982,
5. in bil odlikovan s Kidričevo nagrado za »vrhunske dosežke na področju raziskav akustične emisije«; 1989.

Profesor Grabec je predaval fiziko na Fakulteti za strojništvo. Njegovo znanstveno delo je bilo pretežno povezano z raziskavami naključnih pojavov in mu je nudilo osnovo za uvedbo novih predmetov: Opis naključnih pojavov, Sinergetika in Kaotična dinamika. Na Fakulteti za strojništvo, UL je ustanovil Laboratorij za sinergetiko, v katerem je pripravilo svoja dela več kot 120  diplomantov, magistrov in doktorjev znanosti. 
V prostem času je Igor Grabec opravil 6 tečajev iz risanja in kiparjenja na Akademiji za likovno umetnost v Ljubljani. S tem konjičkom se aktivno ukvarja. Hkrati je tudi čebelar in aktiven na več športnih področjih. 
Igor Grabec je začel objavljati strokovne prispevke že kot študent. Njegova bibliografija vsebuje 13 monografij, približno 500 člankov in 16 patentnih spisov. V datoteki Mendeley Stats je navedenih 2169 citatov njegovih del. Med monografijami izstopata znanstvena knjiga Synergetics of Measurements, Prediction and Control ter umetniško delo Kipi in stihi (COBISS), ki je bilo prevedeno tudi v angleški (COBISS), ruski (COBISS), japonski (COBISS) in nemški jezik (COBISS). Na umetniškem področju je objavil tudi knjigi: Utrinki in kipi (COBISS) in Spevi spominov (COBISS).